# Idaea similinea
Idaea similinea là một loài bướm đêm trong họ Geometridae.